# Ácido 3-aminobenzoico
Ácido 3-aminobenzoico (também conhecido como ácido meta - aminobenzoico ou MABA, do inglês meta-aminobenzoic acid) é um composto orgânico com a fórmula molecular C7H7NO2. MABA é uma substância cristalina branca a vermelho-amarelada que é apenas levemente solúvel em água. Consiste de uma anel benzeno substitúído com um grupo amino e um ácido carboxílico.